# Ochnoideae
Ochnoideae é uma subfamília da família Ochnaceae da ordem Malpighiales, maioritariamente composta por espécies arbustivas e arbóreas das florestas tropicais da África e da Ásia.  O género tipo é Ochna L.
A subfamília inclui as seguintes tribos:
- Luxemburgieae
- Ochneae
- Sauvagesieae
- Testuleeae